# Oost Wanted
Oost Wanted is een rapduo uit de Nederlandse provincie Overijssel bestaande uit Jelmer van Hezel (Zwolle) en Corné van Oorschot (Raalte). Na het winnen van een regionale talentenjacht in 2015 volgden er diverse releases en clips met als laatste de ep Sirene, waarop onder meer gewerkt werd met de Zwolse rapper Ricardo McDougal, ook bekend als Rico of Phreako Rico (Opgezwolle/Fakkelbrigade). Oost Wanted stond met onder meer driemaal in een uitverkocht Hedon Zwolle en is verschillende keren te horen geweest bij radiostation 3FM. Pivo, bekend van BOEMBAST! en Seven League Beats is bij optredens doorgaans de dj. In 2019 verscheen er een gastbijdrage van Oost Wanted op het album Één Liefde van Poetic Justice, een album waar onder meer Snelle, Diggy Dex en Lange Frans op te horen zijn. 

## Nieuwe muziek
Voor het seizoen 2020/2021 staat er een clubtour gepland met De Kraaien. Oost Wanted bracht op 7 augustus 2020 een ep uit waarop wederom wordt samengewerkt met de Haagse rapformatie, bekend van hits als Ik Vind Je Lekker en Pechvogel. De ep heet Isolatiemateriaal en is een referentie naar de gecancelde Sirene Tour als gevolg van de coronacrisis. Ook verscheen eerder het nummer Politiek Incorrect met producer en stadsgenoot Kubus (bekend als producer van Rico & Sticks) en De Kraaien.

## Discografie
| Jaar | Album              |
| ---- | ------------------ |
| 2015 | De Schijf Van Vijf |
| 2016 | De Sollicitatie    |
| 2017 | NLMD               |
| 2018 | NLMV               |
| 2020 | Sirene             |
| 2020 | Isolatiemateriaal  |